# Communauté de communes du canton de Vitteaux
La communauté de communes du canton de Vitteaux est une ancienne communauté de communes française, située dans le département de la Côte-d'Or et l'arrondissement de Montbard.

## Historique
Elle a été dissoute le 31 décembre 2016 pour fusionner avec deux autres EPCI et former la communauté de communes des Terres d'Auxois.

## Composition
| Nom                      | Code Insee | Gentilé       | Superficie (km2) | Population (dernière pop. légale) | Densité (hab./km2) |
| ------------------------ | ---------- | ------------- | ---------------- | --------------------------------- | ------------------ |
| Vitteaux (siège)         | 21710      | Vitteliens    | 20,70            | 1 073 (2014)                      | 52                 |
| Arnay-sous-Vitteaux      | 21024      | Arnétois      | 12,14            | 110 (2014)                        | 9,1                |
| Avosnes                  | 21040      | Avosniens     | 11,54            | 81 (2014)                         | 7                  |
| Beurizot                 | 21069      | Baldériciens  | 14,50            | 122 (2014)                        | 8,4                |
| Boussey                  | 21097      | Bocéens       | 5,57             | 30 (2014)                         | 5,4                |
| Brain                    | 21100      | Braingats     | 4,13             | 33 (2014)                         | 8                  |
| Champrenault             | 21141      |               | 4,18             | 32 (2014)                         | 7,7                |
| Charny                   | 21147      | Charnycois    | 7,80             | 33 (2014)                         | 4,2                |
| Chevannay                | 21168      |               | 7,16             | 48 (2014)                         | 6,7                |
| Dampierre-en-Montagne    | 21224      |               | 10,36            | 81 (2014)                         | 7,8                |
| Gissey-le-Vieil          | 21298      |               | 8,38             | 107 (2014)                        | 13                 |
| Marcellois               | 21377      |               | 3,66             | 47 (2014)                         | 13                 |
| Marcilly-et-Dracy        | 21381      |               | 8,65             | 111 (2014)                        | 13                 |
| Massingy-lès-Vitteaux    | 21395      | Massingiens   | 9,27             | 94 (2014)                         | 10                 |
| Posanges                 | 21498      |               | 5,80             | 61 (2014)                         | 11                 |
| Saffres                  | 21537      | Saffrotins    | 12,43            | 124 (2014)                        | 10                 |
| Saint-Hélier             | 21552      |               | 3,93             | 41 (2014)                         | 10                 |
| Saint-Mesmin             | 21563      |               | 17,62            | 136 (2014)                        | 7,7                |
| Saint-Thibault           | 21576      |               | 12,35            | 161 (2014)                        | 13                 |
| Sainte-Colombe-en-Auxois | 21544      |               | 6,29             | 56 (2013)                         | 8,9                |
| Soussey-sur-Brionne      | 21613      |               | 14,61            | 147 (2014)                        | 10                 |
| Thorey-sous-Charny       | 21633      |               | 11,54            | 165 (2014)                        | 14                 |
| Uncey-le-Franc           | 21649      |               | 9,52             | 42 (2014)                         | 4,4                |
| Velogny                  | 21662      | Veloniens     | 4,03             | 35 (2014)                         | 8,7                |
| Vesvres                  | 21672      | Vesvriens     | 4,15             | 24 (2014)                         | 5,8                |
| Villeberny               | 21690      | Villabraniens | 12,90            | 90 (2014)                         | 7                  |
| Villeferry               | 21694      | Villaferriens | 3,30             | 30 (2014)                         | 9,1                |
| Villy-en-Auxois          | 21707      | Villyssois    | 16,17            | 217 (2014)                        | 13                 |

## Administration

### Liste des présidents
| Période | Période       | Identité     | Étiquette | Qualité |
| ------- | ------------- | ------------ | --------- | ------- |
| ?       | décembre 2017 | Bernard Paut |           |         |

## Compétences
- Assainissement collectif
- Assainissement non collectif
- Collecte des déchets des ménages et déchets assimilés
- Traitement des déchets des ménages et déchets assimilés
- Autres actions environnementales
- Activités sociales
- Action de développement économique (Soutien des activités industrielles, commerciales ou de l'emploi, Soutien des activités agricoles et forestières...)
- Construction ou aménagement, entretien, gestion d'équipements ou d'établissements culturels, socioculturels, socio-éducatifs
- Activités péri-scolaires
- Activités culturelles ou socioculturelles
- Activités sportives
- Organisation des transports non urbains
- Études et programmation
- Création, aménagement, entretien de la voirie
- Tourisme
- Programme local de l'habitat
- Opération programmée d'amélioration de l'habitat (OPAH)
- Préfiguration et fonctionnement des Pays
- NTIC (Internet, câble...)

## Sources
- La base Aspic (Accès des services publics aux informations sur les collectivités) pour le département de la Côte-d'Or
- [PDF] La communauté de communes du canton de Vitteaux sur la base Banatic (Base nationale d'informations sur l'intercommunalité)